# Cambarus brimleyorum
Cambarus brimleyorum е вид десетоного от семейство Cambaridae.

## Разпространение и местообитание
Видът е разпространен в САЩ (Северна Каролина).
Обитава сладководни басейни, реки и потоци.